# Pamela Hodar
Pamela de Lourdes Hodar Alba (28 de agosto de 1952) es una presentadora de televisión, profesora y política chilena, miembro del Partido Republicano. Fue concejala por la comuna de Viña del Mar entre 2008 y 2021. Desde 2024 es concejala de la comuna de Las Condes.

## Biografía

### Familia y estudios
Desarrollo sus estudios de Pedagogía en Música en la Universidad Católica de Valparaíso y posteriormente titulada como Periodista.
Se casó con el militar Juan Arenas, con quien tuvo a Gonzalo Arenas, exdiputado UDI, y a Soledad Arenas, Ingeniera Comercial.

### Carrera profesional
Comenzó una carrera televisiva en los 1970 como conductora, junto con el maestro Izidor Handler, del programa Música, música, de UCV Televisión. Posteriormente se trasladó a Santiago, donde fue contratada en 1981 para la lectura del tiempo en Teleonce, asumiendo al año siguiente la lectura de noticias matutina en Panorama, en la misma estación. 
Da el gran salto cuando tras animar la preselección chilena para la OTI 1984 junto a Jorge Rencoret es llamada a trabajar en Televisión Nacional en la lectura del noticiario central de dicho canal, 60 minutos.
Al año siguiente se hace cargo de la coanimación del Festival de la Canción de Viña del Mar, puesto en el que permanecería hasta 1990, siendo la mujer con mayor cantidad de participaciones en dicho evento. Asimismo, presenta junto a César Antonio Santis la edición internacional del Festival de la OTI en 1986 y la presentación del Miss Chile 1987. 
Se aleja de Televisión Nacional en mayo de 1991, y con ello emprende un retiro definitivo de las pantallas de televisión, salvo un breve intervalo a mediados de esa década.
En 1997 condujo en La Red el programa magazinesco Nosotros... 14 millones.

### Carrera política
Fue concejala por Concón entre 2004 y 2008, y actualmente es concejala por Viña del Mar en representación de la Unión Demócrata Independiente. 

## Historial electoral

### Elecciones municipales de 2004
- Elecciones municipales de 2004, para el concejo municipal de Concón [1]

| Candidato                       | Pacto | Partido | Votos | %      | Resultado |
| ------------------------------- | ----- | ------- | ----- | ------ | --------- |
| Pamela Hodar                    |       | UDI     | 1.246 | 8.30%  | Concejala |
| Bernardo Guerra                 |       | UDI     |       |        | Concejal  |
| Julio Valdebenito               |       | PDC     |       |        | Concejal  |
| Antonio Troncoso Torres         |       | PDC     |       |        | Concejal  |
| Alberto Enrique Fernández López |       | PRSD    | 1.247 | 8.31%  | Concejal  |
| Mario Núñez Ibáñez              |       | (Ind)   | 2.567 | 17.10% | Concejal  |

### Elecciones Municipales de 2008
- Elecciones municipales de 2008, para el concejo municipal de Viña del Mar [2]

(Se consideran sólo los 10 candidatos más votados y concejales electos, de un total de 50 candidatos)
| Candidato                            | Pacto                    | Partido  | Votos  | %     | Resultado |
| ------------------------------------ | ------------------------ | -------- | ------ | ----- | --------- |
| Jaime Varas Valenzuela               | Alianza                  | Ind. UDI | 10 028 | 10,48 | Concejal  |
| Eugenia Garrido Álvarez de la Rivera | Alianza                  | UDI      | 9885   | 10,33 | Concejal  |
| Andrés Celis Montt                   | Alianza                  | RN       | 9255   | 9,67  | Concejal  |
| Macarena Urenda Salamanca            | Alianza                  | Ind. UDI | 6004   | 6,27  | Concejal  |
| Rodrigo Kopaitic Valverde            | Alianza                  | RN       | 4757   | 4,97  | Concejal  |
| Pamela Hödar Alba                    | Alianza                  | UDI      | 4186   | 4,37  | Concejal  |
| Laura Giannici Natoli                | Concertación Democrática | PDC      | 4165   | 4,35  | Concejal  |
| Tomás de Rementería Durand           | Concertación Progresista | PPD      | 3940   | 4,11  | Concejal  |
| Víctor Andaur Golmes                 | Juntos Podemos Más       | PC       | 3823   | 3,99  | Concejal  |
| Felicindo Tapia Tassara              | Concertación Progresista | PRSD     | 2928   | 3,06  | Concejal  |

### Elecciones municipales de 2012
- Elecciones municipales de 2012, para el concejo municipal de Viña del Mar [3]

| Candidato                            | Pacto | Partido | Votos  | %     | Resultado  |
| ------------------------------------ | ----- | ------- | ------ | ----- | ---------- |
| Mafalda Reginato Bozzo               |       | UDI     | 16.143 | 15,97 | Concejala  |
| Andrés Celis Montt                   |       | RN      | 6.076  | 6,01  | Concejal   |
| Rodrigo Andrés Kopaitic Valberde     |       | RN      | 5.427  | 5,37  | Concejal   |
| Jaime Varas Valenzuela               |       | UDI     | 5.310  | 5,25  | Concejal   |
| Macarena Urenda Salamanca            |       | UDI     | 4.905  | 4,85  | Concejala  |
| Víctor Andaur Gómez                  |       | PC      | 4.899  | 4,84  | Concejal   |
| Tomás de Rementería Durand           |       | PPD     | 4.801  | 4,75  | Concejal   |
| Felicindo Tapia Tassara              |       | PRSD    | 4.655  | 4,60  |            |
| Laura Giannici Natoli                |       | PDC     | 4.206  | 4,16  | Concejala  |
| Eugenia Garrido Álvarez de la Rivera |       | UDI     | 3.410  | 3,37  | Concejal a |
| Pamela Hodar Alba                    |       | UDI     | 3.204  | 3,17  | Concejala  |

### Elecciones municipales de 2016
- Elecciones municipales de 2016, para el concejo municipal de Viña del Mar

| Candidato                 | Pacto                          | Partido       | Votos | %    | Resultado |
| ------------------------- | ------------------------------ | ------------- | ----- | ---- | --------- |
| Gabriel Mendoza Ibarra    | Chile Vamos UDI-Independientes | UDI           | 5.300 | 7,44 | Concejal  |
| Carlos Williams Arroyo    | Chile Vamos RN-Independientes  | RN            | 4.755 | 6,68 | Concejal  |
| Macarena Urenda Salamanca | Chile Vamos UDI-Independientes | UDI           | 4.162 | 5,84 | Concejala |
| Jaime Varas Valenzuela    | Chile Vamos UDI-Independientes | UDI           | 3.803 | 5,34 | Concejal  |
| Rodrigo Kopatic Valverde  | Chile Vamos RN-Independientes  | RN            | 3.682 | 5,17 | Concejal  |
| Laura Giannici Natoli     | Nueva Mayoría para Chile       | PDC           | 2.937 | 4,12 | Concejala |
| Pamela Hodar Alba         | Chile Vamos UDI-Independientes | UDI           | 2.810 | 3,95 | Concejala |
| Fernando Andaur Godes     | Nueva Mayoría para Chile       | PC            | 2.543 | 3,57 | Concejal  |
| Pablo Lizana Medina       | Nueva Mayoría para Chile       | PDC           | 2.096 | 2,94 |           |
| Jorge Martínez Arroyo     | Chile Vamos UDI-Indepentientes | UDI           | 2.071 | 2,91 |           |
| Rosario Pérez Izquierdo   | Chile Vamos RN-Indepentientes  | RN            | 1.966 | 2,76 |           |
| Sandro Puebla Veas        | Nueva Mayoría para Chile       | Independiente | 1.945 | 2,73 | Concejal  |
| Marcela Varas Fuentes     | Nueva Mayoría para Chile       | PPD           | 1.755 | 2,42 | Concejala |